# Troctolite 76535

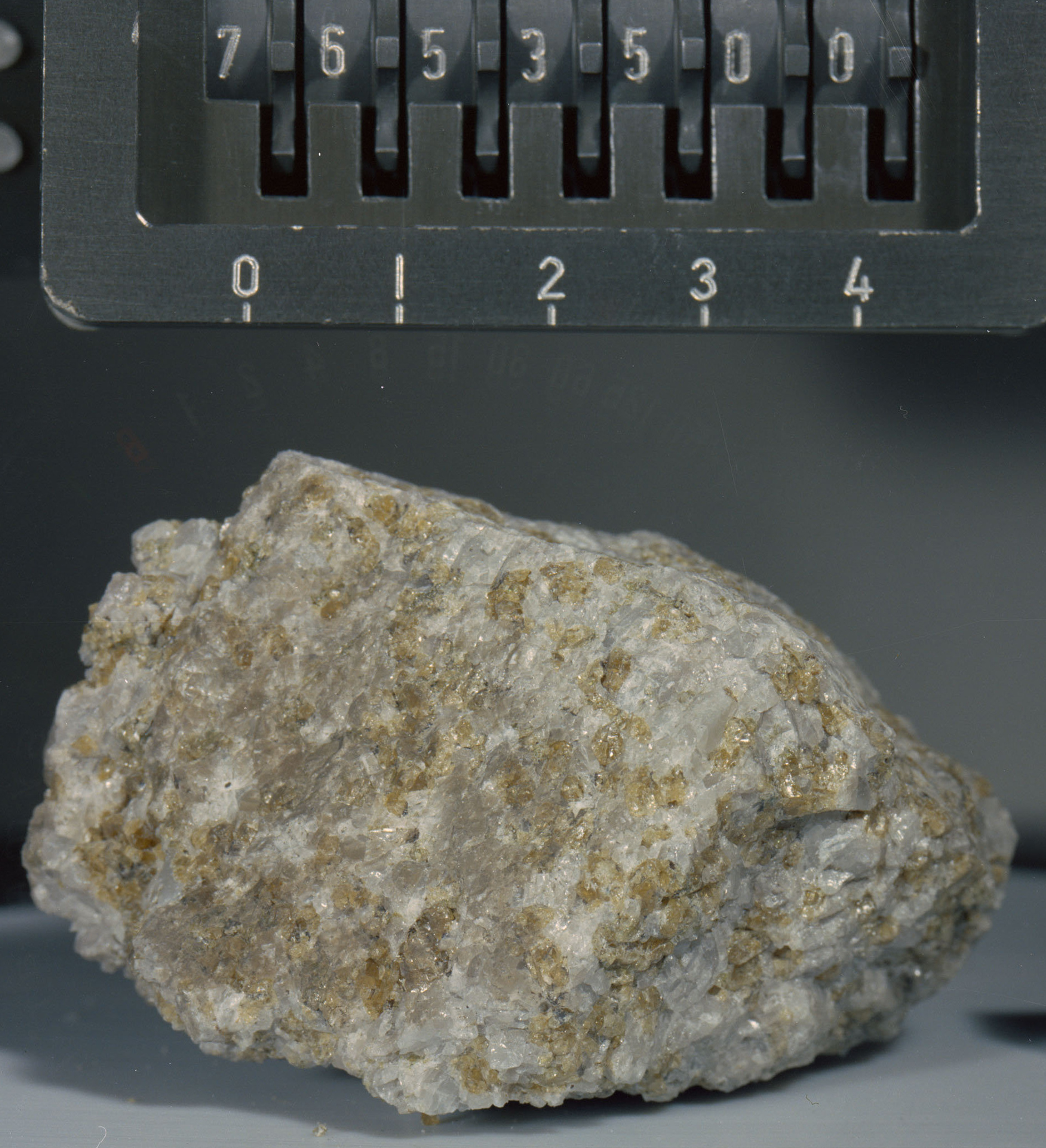
Immagine NASA di Troctolite 76535.

Troctolite 76535 è un campione lunare scoperto e raccolto dall'equipaggio della missione Apollo 17 nel 1972 nella valle Taurus-Littrow. Ha una massa di circa 156 grammi e la larghezza massima di circa 5 centimetri. Fu raccolta dall'astronauta geologo Harrison Schmitt alla Geology Station 6, vicino alla base del Massiccio Nord.

## Descrizione
Troctolite 76535 è una roccia plutonica a grana grossa che si crede abbia avuto una storia di lento raffreddamento. La roccia ebbe origine all'inizio della storia della Luna. I geologi l'hanno descritta come un agglomerato di olivina e plagioclasio a grana grossa con una tessitura granulare e poligonale.
In questo campione vi è circa la stessa quantità di olivina e plagioclasio, mentre il restante 4% è composta principalmente da ortopirosseno. Studi hanno mostrato che la roccia è di origine plutonica e ha avuto origine dalla parte medio-bassa della crosta lunare.
Indagini hanno mostrato che la roccia potrebbe essersi formata come una roccia cumulitica in profondità, facendo di questo campione un anello importante nella comprensione della storia geologica della Luna.
Dato che troctolite 76535 è la roccia lunare più antica conosciuta tra quelle non frammentate, è stato il soggetto di calcoli termocronologici per determinare se la Luna avesse mai generato un nucleo magnetodinamico o formato un nucleo metallico. I risultati di questi studi paiono sostenere l'ipotesi del nucleo magnetodinamico.
Secondo degli studi iniziali, 76535 mostra indizi di essersi raffreddato lentamente a una profondità di circa 10–20 chilometri, nonché di riequilibrazione e di ricottura. Lavori successivi dimostrarono che la roccia si formò a una profondità di 47 chilometri.
Troctolite 76535 è stato definito il campione più interessante ad essere stato riportato dalla Luna.